# パンゲアの娘 KUNIE
『パンゲアの娘 KUNIE』（パンゲアのむすめ クニエ）は、ゆうきまさみによるSFファンタジー漫画。
作者公式サイトではトロピカルコメディーと表現している。

## 概要
『週刊少年サンデー (WS) 』誌上において、2001年（平成13年）21・22合併号から2002年（平成14年）30号まで連載。ゆうきの連載作品としては『じゃじゃ馬グルーミン★UP! 』の次作にあたり、『WS』誌上において4作目となる長期連載作品であり、長年活動の場としてきた『WS』で連載された最後の作品。単行本は少年サンデーコミックスより全5巻。
現代の日本と架空の南国カラバオを舞台にごく普通の小学生・日向陽（ひなた あきら）を主人公とし、南国カラバオから突如お嫁さんとして訪れた少女・クニエと彼女が持参した卵から孵化した首長竜が引き起こした騒動、そして同時期にカラバオ沖に突如現れた謎の杭の謎を描くSFファンタジー作品。
ゆうきの予定よりもかなり早い段階で終了させることとなった打ち切り作品であり、「ゆうき作品の中で唯一、不完全燃焼の色がある作品」と評されている。このため多くの伏線が未消化のままで終了しており、後のインタビューでゆうきはこうした伏線に対し「あと2巻か3巻できれいに終われたのに」と発言している。
ゆうきは本作の失敗を契機として長年活動の場としてきた『WS』を離れ、次作となるリメイク版『鉄腕バーディー』では『週刊ヤングサンデー』へと掲載誌を移している。

## あらすじ
30年前に消息を絶っていた祖父・洋一郎が南国カラバオで発見されてから少し後、ごく普通の小学生・日向陽の元に突如カラバオから嫁として少女・クニエが訪れてくる。そして彼女が持ってきた謎の卵から首長竜リンガナエが孵化するが、陽の母がトカゲ嫌いであるために、パフと名付けられたその首長竜は密かに育てられることとなった。一方カラバオでは沖に謎の杭が現れ、アメリカ軍が調査に乗り出していた。
ヌバトワの巫女である高祖母の占いによって訪日したクニエであったが、再度の占いによって陽共々帰国する様にとの連絡を受ける。カラバオ政府からの正式な招待も受けた陽は、成長したために海へと放したパフとの再会を誓い、友人共々夏休みを利用してカラバオを訪れることとする。
途中船が難破するもどうにか全員が島に漂着し、しばしの時をカラバオを過ごす。米軍が杭の処分を謀り攻撃を仕掛けると世界中で天変地異が起こり、杭は島へと変貌した。クニエの高祖母のお告げにより、島へと向かった陽は事の全容を知る事となった。

## 登場人物

### 主要人物
日向 陽（ひなた あきら）
本作の主人公。無遅刻無欠席の皆勤賞だけが取り柄のごく普通の小学6年生。父・洋介（ようすけ）と母・蓉子（ようこ）の長男で、中学生の姉・遥（はるか）がいる。ヌバトワの巫女の予言により、本人の全く知らぬ所でクニエと結婚する事が決められる。
前述の通り、取り立てて秀でたところがある訳でもない少年だが、リンガナエのパフにも懐かれたほかアマルガンの神様・ウルガナエ（巨大なカメ）にも気に入られている。
クニエ
本作のヒロイン。カラバオ出身の14歳程の少女。高祖母はヌバトワの巫女。また洋一郎の末の孫娘ということになっているが真偽は不明であり作中の一つの謎となっていた。次期のヌバトワの巫女であり、ヌバトワの巫女のお告げを受けて陽のお嫁さんになるためにと日本にやって来たが、その後お告げにより次期のヌバトワの巫女として帰国する指示を受ける。日本語は堪能だが名古屋弁。

### 陽の同行者
ナガヤ
クニエの幼馴染みで、カラバオ大統領の八男。クニエを追っかけて日本を訪れ、自分こそがクニエと結婚するのに相応しいと陽に対抗意識を燃やしていたが、二人の結婚がヌバトワの巫女のお告げによるものだと聞いて諦める。クニエよりは拙いながらも日本語は堪能。基本はクニエと同じく名古屋弁だが、テレビ等でも日本語を学んでいるため、時折他の方言等も混ざる。政府として陽達をカラバオに招待する旨を伝え、日本より同行する。日本では陽の小学校に潜り込んで給食をチョロまかして暮らしていた。
大統領といっても父親は普段漁師をしており、ナガヤを含めた息子たちはトラブル担当の仕事をしていて、ナガヤ本人は「風車の弥七」を気取っている。
七星 まひる（ななほし まひる）
陽の同級生の女子。担任のひかるは実の姉。何かと陽にちょっかいを出す。カラバオ政府の招待により、夏休みに陽達と共にカラバオへ向かう。他にも兄弟姉妹はいるらしいが、末っ子ということで親には甘やかされている。
若生 恭一（わこう きょういち）
陽の同級生の男子。体育以外はオール5の秀才。カラバオ政府の招待により、夏休みに陽達と共にカラバオへ向かうが、途中で眼鏡を失くしてしまい、木の葉や紙で作ったピンホール眼鏡を使うようになる。
柳葉（やなぎば）
陽の同級生の男子。陽とは幼稚園の頃から一緒で、口は堅い。クラスでも一番背が高いが食い意地も張っている。カラバオ政府の招待により、夏休みに陽達と共にカラバオへ向かう。
七星 ひかる
陽たちの担任教諭でまひるの姉。カラバオ大使館の仕組んだくじ引きによってカラバオ旅行を当て、陽達の引率として一緒にカラバオへ向かう。

### その他
日向 洋一郎（ひなた よういちろう）
陽の祖父。博物学者であり探検家であったが、30年前の海難事故で行方不明となっていたがテレビ局の取材で発見され生存が確認された。現在はカラバオの小島で長のようなことをしている。ヌバトワの巫女の言葉を元にカラバオ政府関係者に指示を与える等カラバオで強い影響力を持っている。クニエが陽の元を訪れたもの洋一郎の指示によるものであった。遭難以前にもカラバオを訪れていた可能性が示唆されていたが真偽は不明。
日向 洋介（ひなた ようすけ）
陽の父親で、洋一郎の息子。父親を反面教師にサラリーマンとなる。ごく普通の日本人だが、アコースティックギターとブルースハープの弾き語りをするなど多芸な人。リンガナエに「パフ」と名付ける。
日向 蓉子（ひなた ようこ）
洋介の妻で陽の母親。主婦。ごく普通の日本人でカラバオのようなインフラが整っていない土地には観光以外での興味はない。爬虫類や両生類の類は大嫌い。
日向 遥（ひなた はるか）
陽の姉で中学生。えらいメンクイで美形が相手だと全肯定してしまう。
ユージン・チャップマン
カラバオ近海に現れた「杭」を調査するために派遣された一団のメンバー。米国エネルギー省に属する機関「エテルナ」の職員。後述のマカロフのゼミにいたこともある。
マカロフ
作務衣を普段着にしたダルマ顔の中年。調査団に招聘された科学者だが、破天荒かつ定説から外れた学説を展開しがち。「杭」の空間内であったヌバタマの巫女に一目惚れするが、それがクニエのばっちゃと知って崩れ落ちた。
ロバート・スミス
米海軍・特殊哨戒艇「ゲイル」の艦長。「杭」から現れた怪物を射撃するが、鯨を誤射したとされる。その際に艦が座礁し、カラバオ政府に収監（実質は放置）される。帰国しても艦を失ったことと誤射の件で病院送りか地上勤務と決まっているらしく、カラバオに残って釣りなどをしながら暮らしている。
クリストファー・ランゲルハウス三世（ - ザ・サード） / サード
当代のニューエール伯ランゲルハウス卿の孫で、金髪碧眼の青年。通称サード。部下のシルビア・リーとサミュエルを使い、日本でもカラバオでも陽とクニエに近づいてくる。
自分の家系には迷惑な人物が多いというが、当人も相当に迷惑な人。かなり勘違いした貴族としての育ちで自分で歯も磨いたことがない。
シルビア・リー、サミュエル
ランゲルハウス財団の職員でサードを始めとしたランゲルハウス一族の無茶振りに振り回される苦労人。
シルビアは香港人。その伝手で中華街などにも顔が利く。育ちが良く、夜の9時も過ぎると眠くなるなど健全な生活をしている。カナヅチ。
マブニ
カラバオにある島のひとつ「アマルガン」の姫と呼ばれており、クニエの従姉。ヌバトワの巫女としてはクニエに次ぐ候補とされている。本人にその気はないが、配下の中にはクニエを廃してマブニを次代の巫女に推すものが存在する。

## 用語
カラバオ（KALAVAO）
クニエ達の故郷である架空の国。ミクロネシア・ポリネシア・メラネシアが交わる当たりに位置する小さな島国とされる。沖に杭が現れ、近海には絶滅したはずの古生物が生息しているなど、謎が多い。日本語を喋れる人も多いが、洋一郎に習っているため名古屋弁になっている。
カラバオという名もいくつかの島をまとめた総称でクニエやナガヤの属する「ウルキリエ」、マブニの「アマルガン」などがある。其々の島で古生物を「神」として祀っている。
リンガナエ
カラバオの近海に生息する首長竜で、名前は「海の（ナエ）トカゲ（リンガ）」を意味する。クニエが持ってきた卵からも一頭が孵化しており、洋介がピーター・ポール&マリーの「パフ」にちなんでパフと名付けている。海の中には「リンガナエの道」があり、日本で放されたパフも自身の力でカラバオまで渡っている。
ヌバトワの巫女
カラバオの聖職者。当代はクニエの高祖母であり、クニエが次代とされている。その占いの結果は絶対であり、現職の大統領も従う。またヌバトワの巫女と結婚する者は「カラバオに眠る神の力と世界の支配権の半分」を相続するとされている。
ランゲルハウス家
作中に登場するイギリスの伯爵家。英国デボンシャーに居を構える。大航海時代の当主クリストファーI世がランゲルハウス島（後のカラバオ）を発見するがその実在が英国では信じられず、領有を主張して「ありもしない島々を領有する伯爵家」として知られていた。カラバオの再発見後はカラバオの領有を主張している。
I世が語った冒険談を「船乗り伯爵航海記」というタイトルで書籍化・販売したことで一財産作り、現在は財団として運営されている。ちなみにカラバオでは「厄病神くりすと」という迷惑な昔話として伝わっている。

## 他作品との繋がり
かってに改蔵（久米田康治）
プラモデル「マスターHG「かってに改蔵」地丹フィギュア付き」が登場。
からくりサーカス（藤田和日郎）
陽の同級生の泥団子の名前がアル・レッキーノとパンタローネ。
機動警察パトレイバー
同時期に実際に発売されたプラモデル「MGイングラム」が登場。
ケロロ軍曹（吉崎観音）
『ケロロ』アニメ化以前の2001年に、作中のテレビで放映されている。
この他、UMA研究家の結城としてゆうきまさみ本人が登場している。
クトゥルフ神話
｢テケ・リリ」（本来はテケリ・リ）など、固有名詞が散見される。

## 書誌情報
- ゆうきまさみ『パンゲアの娘 KUNIE』小学館〈少年サンデーコミックス〉全5巻
  1. 2001年9月18日発売、ISBN 978-4091262615
  2. 2001年12月18日発売、ISBN 978-4091262622
  3. 2002年3月18日発売、ISBN 978-4091262639
  4. 2002年8月9日発売、ISBN 978-4091262646
  5. 2002年9月18日発売、ISBN 978-4091262653